# André Waignein
André Waignein [ɑ̃ˈdʀe vɛˈɲɛ̃] (* 28. Januar 1942 in Mouscron, Belgien; † 22. November 2015) war ein belgischer Komponist und Dirigent. Er veröffentlichte auch unter den Pseudonymen Rob Ares, Frede Gines, Roland Kernen und Rita Defoort.

## Leben
Durch seinen besten Förderer, seinen Vater, erhielt er den ersten Musikunterricht im Blasorchester Sint-Cecilia in Mont-à-Leux bei Mouscron. Mit sechs Jahren wirkte er in diesem Blasorchester auf der Trompete mit. Nach einem Musikstudium am Königlichen Konservatorium in Brüssel in den Fächern Trompete, Klavier, Kammermusik, Harmonielehre, Musikgeschichte und Transposition diplomierte er im Hauptfach Trompete. Sein Studium finanzierte er sich teilweise über die Mitwirkung im ORTF-Jazz-Orchester in Lille. Nach dem Militärdienst setzte er seine Studien in den Fächern Kontrapunkt und Komposition am Konservatorium in Mons fort und diplomierte mit Auszeichnung.
Inzwischen betätigte er sich an der Städtischen Musik-Akademie in Mouscron und wurde Dirigent bei Harmonie La Mouscronnoise sowie Dirigent der Harmonie Royale. Seine ersten Kompositionen für das Orchestre à vent (Blasorchester) entstanden zu dieser Zeit.
Mitte der 1970er-Jahre leitete er die Jazz-Bigband West Music Club, mit der mehrere Alben entstanden.
Seine Kompositionen erhielten zahlreiche Preise (u. a. Preis der European Union of Radio Broadcasting und der Preis der SABAM) und Auszeichnungen und machten ihren Weg inzwischen auf die Notenpulte von Blasorchestern rund um den Globus.
In seinen späteren Jahren leitete er das Musikkonservatorium von Tournai und war Professor für Harmonielehre am Königlichen Konservatorium in Brüssel.

## Werke

### Werke für Orchester
- 1999 A Travers le Temps Kantate für einen großen gemischten Chor und Instrumentalisten (2 Klaviere, 1 Bass and 5 Percussions) oder Streichorchester Text: Gloria Voy
  1. Force de l’Homme
  2. Dialogue
  3. Rêverie
  4. Force de l’Amour
- Three Movements for Piano für Klavier in f und Orchester

### Werke für Blasorchester
| - 1967 Concert Fantasy - 1967 Divertimento for Band - 1968 Ballad for Band - 1972 Belgian Impressions - 1972 Live - 1973 Night Rover’s March - 1974 Country Suite - 1974 West sound - 1975 Coast Impressions - 1976 All the way - 1976 Theme pour Michele - 1977 Music for Band - 1978 Dynamic Fantasy - 1978 To show in - 1979 Evasion Solo für Trompete und Blasorchester - 1979 Three Pieces - 1980 A Children Suite - 1980 Dunamis for Symphonic Band (Grave, Allegro, Allegro) - 1980 Three Pictures - 1981 Episodes for Symphonic Band - 1981 Essays for Percussion - 1982 Golden River - 1982 Motions for Band - 1982 West Ouverture - 1983 Little Portrait - 1983 Sound for Winds - 1983 Three Folk Charakters - 1984 Air for Winds - 1984 Alternances for Symphonic Band - 1984 Cantate aux Etoiles Kantate für Sopran-Solo, Tenor-Solo, Sprecher, 3 Kinderchöre, einen gemischten Großchor (rd. 500 Mitwirkende) und Symphonisches Blasorchester Text: Monique Cardon - 1984 Marche de la Cavalerie Ardennaise - 1984 Mood Music - 1985 Ceremonial Suite - 1985 Space Movements - 1986 Andante in C für Flöte und Blasorchester - 1986 North Sea Overture - 1986 Proclamations for Winds - 1986 Romance by Mozart - 1987 Beach Waltz - 1987 Diversions - 1988 Deux Mouvements for Alto Saxophone and Orchestra(Complainte, Caprice) - 1988 Perpetual Motion für Klarinette und Blasorchester - 1988 Three Movements für Klavier und Blasorchester - 1989 Classical Canon - 1989 Concert Suite - 1989 Entry, Jazzy und Disco - 1989 Mandel Portrait (Intrada, Praise, Jubilee) - 1989 Night Disco - 1989 On the Road - 1990 Bagatelles - 1990 Festival Suite (Entrance, Tune, Parade) - 1990 Fields of amour - 1990 First Dialogue - 1990 Rhapsody für Flügelhorn und Blasorchester - 1991 Concertino für Flöte und Blasorchester (Allegro, Andante, Rondo) - 1991 Diagram for Symphonic Band | - 1992 Free and Happy - 1992 Song and Dance - 1993 Camille Solo für Flügelhorn und Blasorchester - 1993 Contrasts Solo für Es-Kornett und Brass-Band - 1993 Prelude Fantasy - 1993 T(w)o the Limit für Trompete, Bariton und Blasorchester - 1994 Antzell - 1994 First Suite for Symphonic Band - 1994 Music for Fun - 1994 Reminiscencia Gitana - 1995 A Suite - 1995 A Tribute to Lional (Hampton) Solo für Vibraphon und Blasorchester - 1995 A Triple Suite - 1995 Broadway Impressions - 1995 Come back to Riva - 1995 El Valse del camino - 1995 Ouverture facile - 1995 Second Suite for Symphonic Band - 1996 Brugge (Het geweldige Brugge, Het middeleeuwse Brugge, Feest in Brugge, Het romantische Brugge, Brugge voor altijd) - 1996 Music Party - 1996 Little Concerto for Trumpet - 1996 Sketches for Flute - 1996 Souvenir d’Interlaken - 1996 Suite des Lutins - 1997 Deux Inventions Solo für Oboe und Blasorchester - 1997 Il tiempo de la musica - 1997 It seems to me Solo für Klavier und Blasorchester - 1997 Riva Pictures for Symphonic Band - 1997 Storia Eroica for Symphonic Band - 1997 Sunset Serenade für Flöte und Blasorchester - 1997 Tournai forever für gemischten Chor (ad lib.) und Blasorchester - 1998 Csardas - 1998 Melody Time für Solo Oboe und Blasorchester - 1998 Remember Mozart - 1998 Sound Variations - 1998 Story of Village - 1999 Assesse 2000 - 1999 Bon Anniversaire - 1999 Christmas with Beethoven - 1999 Impressions Luxembourgeoises(Clervaux, Wiltz, Diekirch, Vianden, Capellen, Mersch, Redange, Echternach, Grevenmacher, Remich, Esch/Alzette, Luxembourg) - 1999 Irish Sketches - 1999 Jubilee Ouverture - 1999 Petite Suite for Band - 1999 Petite Suite Europeenne - 1999 Take is easy - 1999 Virtuoso for Clarinet and Orchestra für Klarinette und Blasorchester - 2000 Accordeon für Akkordeon und Blasorchester - 2000 Cortege, Chorale et Farandole - 2000 Missa Tornacum für gemischten Chor und Blasorchester (Kyrie, Gloria, Sanctus, Agnus Dei, Ite missa est) - 2000 Petite Suite Française - 2000 Suite Antillaise - 2000 Suite Folklorique - 2000 The little Musketeer - 2000 Trois pièces pour orchestre d’harmonie - 2015 Divergences |